# 스위스 챌린지리그
스위스 챌린지리그(Swiss Challenge League)는 1897년에 시작한 스위스의 2부리그로 현재 스폰서의 이름을 따서 디에치 챌린지리그로 부르고 있다. 2003년까지 내셔널리가 B로 불렸다. 리히텐슈타인의 축구 팀도 스위스 챌린지리그에 참여한다. 우승 팀은 다음 시즌 스위스 슈퍼리그로 승격된다. 준우승 팀은 해당 시즌 스위스 슈퍼리그의 9위팀과 플레이오프를 치르는데, 홈에서 1경기, 원정에서 1경기를 치러서 승리한 팀이 다음 시즌 스위스 슈퍼리그에 참가한다. 10위 팀은 스위스 프로모션리그로 강등된다.